# Gmina Olszanicza
Gmina Olszanica Lengyelország délkeleti részén, a Kárpátaljai vajdaságban, a Leskói járásban található község, közel a lengyel–ukrán határhoz.A község központja Olszanica (Kárpátaljai vajdaság), amely Leskótól 9 kilométernyire keletre található és a vajdaság központjától, Rzeszówtól 71 kilométernyire található délkeleti irányban.
Gmina Olszanicza község területe 94 négyzetkilométert foglal magába, ahol a 2006-os népszámlálás adatai alapján 5059 fő él.

## Települések a községben
Gmina Olszanica községben az alábbi települések találhatóak:
- Olszanica,
- Orelec,
- Paszowa,
- Rudenka,
- Stefkowa,
- Uherce Mineralne,
- Wańkowa és
- Zwierzyń.

## Szomszédos községek
Gmina Olszanica községgel Gmina Bircza, Gmina Lesko, Gmina Solina, Gmina Tyrawa Wołoska and Ustrzyki Dolne községek határosak.

## Fordítás
Ez a szócikk részben vagy egészben  a   Gmina Olszanica című angol Wikipédia-szócikk ezen változatának fordításán alapul.  Az eredeti cikk szerkesztőit annak laptörténete sorolja fel. Ez a jelzés csupán a megfogalmazás eredetét és a szerzői jogokat jelzi, nem szolgál a cikkben szereplő információk forrásmegjelöléseként.